# Val Semeiks
Val Semeiks (pronuncia "Semmix") (...) è un fumettista statunitense, disegnatore prevalentemente di albi supereroistici.
Nato negli Stati Uniti da genitori lituani, si è laureato in chimica e matematica e ha iniziato a lavorare come art director in campo pubblicitario. Successivamente ha cominciato a lavorare in campo fumettistico nel 1986 su storie di Conan il barbaro, per poi passare alla DC Comics in serie come The Demon e Lobo (entrambe scritte da Alan Grant), lavori con i quali è diventato famoso.
Successivamente ha lavorato per la Marvel Comics (su X-Men e Wolverine) e nuovamente per la DC Comics (su One Million, JLA/WildC.A.T.s e Legends of the Dark Knight).